# Новоолександрівка (Братська селищна громада)
Новоолекса́ндрівка — село в Україні, у Братській селищній громаді Вознесенського району Миколаївської області. Населення становить 617 осіб. До 2020 року орган місцевого самоврядування — Новоолександрівська сільська рада.

## Географія
Селом тече Балка Жидівка.

## Історія
Станом на 1886 рік у селі Братської волості Єлисаветградського повіту Херсонської губернії мешкало 668 осіб, налічувалось 115 дворових господарств.

## Населення
Згідно з переписом УРСР 1989 року чисельність наявного населення села становила 614 осіб, з яких 257 чоловіків та 357 жінок.
За переписом населення України 2001 року в селі мешкало 614 осіб.

### Мова
Розподіл населення за рідною мовою за даними перепису 2001 року:
| Мова       | Чисельність | Відсоток |
| ---------- | ----------- | -------- |
| українська | 559         | 90,60%   |
| російська  | 38          | 6,16%    |
| румунська  | 15          | 2,43%    |
| вірменська | 3           | 0,49%    |
| білоруська | 1           | 0,16%    |
| інші       | 1           | 0,16%    |
| Усього     | 617         | 100%     |